# Karl-Schmidt-Straße 5c

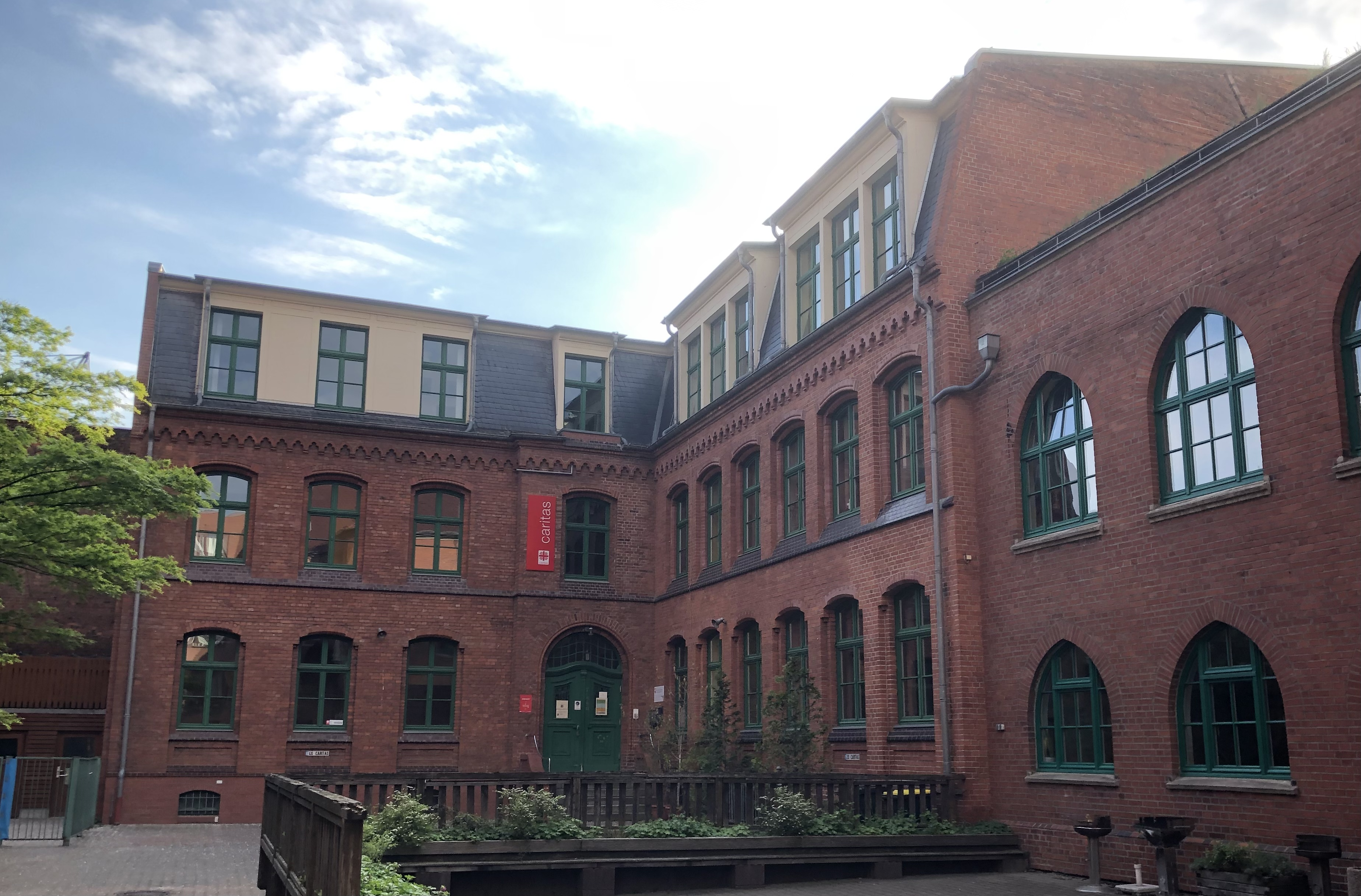
Karl-Schmidt-Straße 5c im Jahr 2022

Die Karl-Schmidt-Straße 5c ist ein denkmalgeschütztes ehemaliges Schulgebäude im Magdeburger Stadtteil Buckau in Sachsen-Anhalt.

## Lage
Das Haus befindet sich nördlich der katholischen Kirche St. Norbert. Unmittelbar östlich grenzt das gleichfalls denkmalgeschützte St. Elisabethhaus an.

## Architektur und Geschichte
Da das 1872 eingeweihte Missionshaus in der Kapellenstraße 3 für die wachsende katholische Gemeinde zu klein geworden war und das Grundstück keine ausreichende Erweiterung des Gebäudes zuließ, erwarb Kaplan Theodor Franz Deilmann, der damals der katholische Seelsorger für Buckau war, 1883 das Grundstück Feldstraße 5 (später in Karl-Schmidt-Straße umbenannt) für 34.000 Mark.
1883 begann der Bau des Schulgebäudes, das als katholische Schule für die St.-Norbert-Gemeinde errichtet wurde. Propst Christian Löffler weihte die Schule am 22. April 1884 ein. Die benachbarte Kirche entstand erst ab 1885. Das vom Architekten Christian Andreas Schmidt (1822–1905) geplante Haus enthielt zunächst nur zwei Klassen. Der zweigeschossige Bau wurde als rotes Ziegelgebäude gebaut. Zuvor waren die katholischen Kinder Buckaus im Missionshaus (Kapellenstraße 3) unterrichtet worden. Eine erste private katholische Schule in Buckau war am 16. April 1860 im Haus des Kaufmanns Matthias in der Schönebecker Straße 86 eröffnet worden, ihr erster Lehrer war Julius Kollwitz.
Im Jahr 1886 ging die Schule in die Trägerschaft der Stadt Buckau über. Im Zuge der Eingemeindung war ab 1887 die Stadt Magdeburg Trägerin der Schule. 1888 wurde die Schule auf jeder Etage um eine Klasse erweitert. Die Pläne hierfür waren von Stadtbaurat Otto Peters und Stadtbauinspektor Emil Jaehn erarbeitet worden. das Schulgebäude war nun siebenachsig. In der mittleren Achse bestand ein flacher Mittelrisalit in dem sich auch der Eingang befand.
1911 erfolgte nach Planungen von Stadtbauinspektor Wilhelm Berner eine erneute Erweiterung. Vor die nördliche Hälfte wurde ein neuer, sich nach Osten ziehender sechsachsiger Trakt angefügt. Der Mittelrisalit blieb erhalten, befindet sich aber seitdem in der Ecke des nun winkelförmigen Hauses. Die Fassade ist schlicht gegliedert, die Fensteröffnungen sind als Segmentbögen ausgeführt. In dem Anbau wurden sechs Klassen untergebracht, zugleich entfielen jedoch die zwei im Nordteil des Altbaus befindlichen Klassen. Bedeckt ist der Bau von Mansarddächern.
In der Zeit des Nationalsozialismus ordnete die Regierung des Regierungsbezirkes Magdeburg am 12. April 1939 die Schließung der Schule an. Später war im Gebäude ein katholischer Kindergarten untergebracht.
Im örtlichen Denkmalverzeichnis ist die Schule unter der Erfassungsnummer 094 71461 als Baudenkmal verzeichnet.
Der Bau gilt als Beispiel eines typischen Schulbaus der Gründerzeit. Die Schule ist ein wichtiges Zeugnis des kirchlichen Schulwesens und wird als sozial- und stadtbaugeschichtlich bedeutend betrachtet.